# 다니 블린트
디르크 프란시스퀴스 "다니" 블린트(Dirk Franciscus "Danny" Blind, 1961년 8월 1일 ~ )는 네덜란드의 축구 선수 출신 축구 감독이다. 스파르타 로테르담, AFC 아약스, 네덜란드 축구 국가대표팀에서 활약하였으며, 아약스에서 13년간 뛰면서 UEFA 챔피언스리그, UEFA컵, UEFA컵 위너스컵 우승에 공헌하였다. 2005-2006 시즌 아약스의 감독을 지냈으나, 시즌 종료 후 해임되었다.
아들인 데일리 블린트도 축구 선수로 활동 중이다. 2015년 8월 1일에 거스 히딩크의 뒤를 이어 네덜란드 축구 국가대표팀 감독을 맡았지만 네덜란드는 UEFA 유로 2016 예선에서 탈락하고 만다. 네덜란드 축구 협회는 2017년 3월 26일에 네덜란드 대표팀이 2018년 FIFA 월드컵 유럽 지역 예선에서 저조한 성적을 낸 것에 대한 책임을 물어 다니 블린트 감독을 경질시켰다.